# لیوان شرقی
لیوان شرقی، روستایی در دهستان لیوان بخش نوکنده شهرستان بندرگز استان گلستان ایران است.

## موقعیت
این روستا، از شمال به خلیج گرگان، از جنوب به جادهٔ تاریخی شاه عباسی و جنگل‌های البرز، از شرق به روستای تلور و از غرب به لیوان غربی محدود می‌باشد. فاصلهٔ «لیوان شرقی» تا نوکنده، ۳ کیلومتر و تا بندرگز ۷ کیلومتر می‌باشد.
این روستا از یکی روستا هایی است که زیر نظر بخش نوکنده قرار دارد.

## آب و هوا
آب و هوای این روستا مانند بسیاری دیگر از روستاها و شهرهای این منطقه و متأثر از جریانات نفوذی از جانب مدیترانه و سیبری و به جهت مجاورت با دریای مازندران، دارای تابستان‌هایی گرم و مرطوب و زمستان‌هایی سرد و معتدل و به ندرت یخبندان می‌باشد.

## جمعیت
بر پایه سرشماری عمومی نفوس و مسکن در سال ۱۳۹۵ جمعیت این مکان ۲٬۲۴۰ نفر (۷۵۷خانوار) بوده‌است.
خاندان علیزاده نیز اولین کازینو لیوان را نیز تاسیس کردند .

## کشاورزی
مهمترین محصولات کشاورزی این روستا گندم، برنج، مرکبات، سبزی و صیفی، کلزا و سایر دانه‌های روغنی، انواع نهال، میوه‌های باغی از جمله شلیل و آلو و شبرنگ، آلوچه (گوجه سبز) و البته کدو حلوایی می‌باشد که به نوعی شناخته شده‌ترین محصول کشاورزی و در واقع برند این روستا در میان شهرها و روستاهای مجاور بوده و سالانه به سایر نقاط کشور و حتی کشورهای همجوار صادر می‌گردد.